# Iana Klotxkova
Iana Klotxkova (en ucraïnès: Яна Клочкова) (Simferòpoll, Unió Soviètica, 1982) és una nedadora ucraïnesa, ja retirada, guanyadora de 5 medalles olímpiques.

## Biografia
Va néixer el 7 d'agost de 1982 a la ciutat de Simferòpoll, població situada a la península de Crimea, que en aquells moments formava part de la Unió Soviètica i que avui en dia forma part d'Ucraïna.

## Carrera esportiva
Va participar, als 18 anys, als Jocs Olímpics d'Estiu de 2000 realitzats a Sydney (Austràlia), on va aconseguir guanyar la medalla d'or en les proves de 200 i 400 metres estils així com la medalla de plata en la prova dels 800 metres lliures. En els Jocs Olímpics d'Estiu de 2004 realitzats a Atenes (Grècia) aconseguí revalidar els seus títols olímpics aconseguits a Sydney, a més de finalitzar desena en els relleus 4x10 metres estils.
Al llarg de la seva carrera ha guanyat 6 medalles en el Campionat del Món de natació, entre elles quatre medalles d'or; 6 medalles en el Campionat del Món de natació en piscina curta, entre ells cinc medalles d'or; 14 medalles en el Campionat d'Europa de natació, entre elles deu medalles d'or; i 12 medalles en el Campionat d'Europa de natació en piscina curta, entre elles nou medalles d'or. Guanyà quatre medalles d'or en la Universíada de 2003.
L'any 2004 fou nomenada nedadora de l'any i nedadora europea de l'any per part de la revista Swimming World Magazine.